# 이홍기 (1958년)
이홍기(李洪基, 1958년 11월 27일 ~ )는 대한민국의 정치인이다. 제40·41대 경상남도 거창군수이다.

## 학력
- 거창국민학교 졸업
- 거창중학교 졸업
- 거창농림고등학교 졸업
- 경일대학교 토목공학 학사
- 경일대학교 산업대학원 공학석사
- 창원대학교 대학원 공학박사

## 경력
- 2009.7 ~ 2010.1 경상남도청 도시계획과장
- 푸른우포사람들 이사
- 한국길포럼 영남지회 홍보분과위원장
- 한국도로학회 영남지회 부회장
- 경남도립거창대학교 겸임교수
- 2010.7 ~ 2015.10 제40,41대 민선 5,6기 경상남도 거창군수
- 2013.1 전국평생학습도시 시군구청장협의회 부회장
- 2014.9 전국농어촌지역군수협의회 회장
- 2015.10.29 공직선거법 위반으로 벌금 200만원 확정되어 거창군수 당선무효[1]
- 2016.11 ~ 가야대학교 석좌교수

## 전과
- 공직선거법위반: 벌금 2,000,000원 - 2015년 5월 11일 선고[2]

## 역대 선거 결과
|  | 38.68% |

|  | 57.60% |

|  | 39.55% |